# Depeše

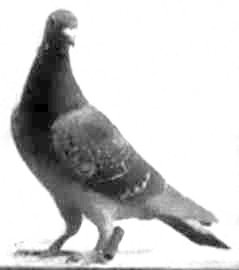
Čtyřletý poštovní holub, který měl za sebou 15 balónových letů a 3900 úspěšných kilometrů a kterého využíval Julius Neubronner k fotografování ze vzduchu; na levé noze má přivázanou depeši

Depeše (z francouzského dépêcher – pospíšit si) je rychlá důležitá písemná zpráva. Dříve se pojem užíval také pro výměnu zpráv mezi ministrem zahraničí a diplomatickým agentem. Později se pro depeši používal pojem „telegram“, přesněji „telegrafní depeše“. 

## Slavné zásilky
- Emžská depeše (1870)
- depeše Ernsta Litfaße (1870–1871)
- Krugerův telegram (1896)
- Zimmermannův telegram (1917)